# Совхоз №3 "Дорурс"
Совхо́з № 3 «Дору́рс» (рос. Совхоз №3 "Дорурс", ерз. Совхоз №3 "Дорурс") — селище у складі Рузаєвського району Мордовії, Росія. Входить до складу Пайгармського сільського поселення.
Стара назва — совхоз 3-й.

## Населення
Населення — 450 осіб (2010; 488 у 2002).
Національний склад (станом на 2002 рік):
- росіяни — 68 %
- мордва — 28 %